# Lemovices

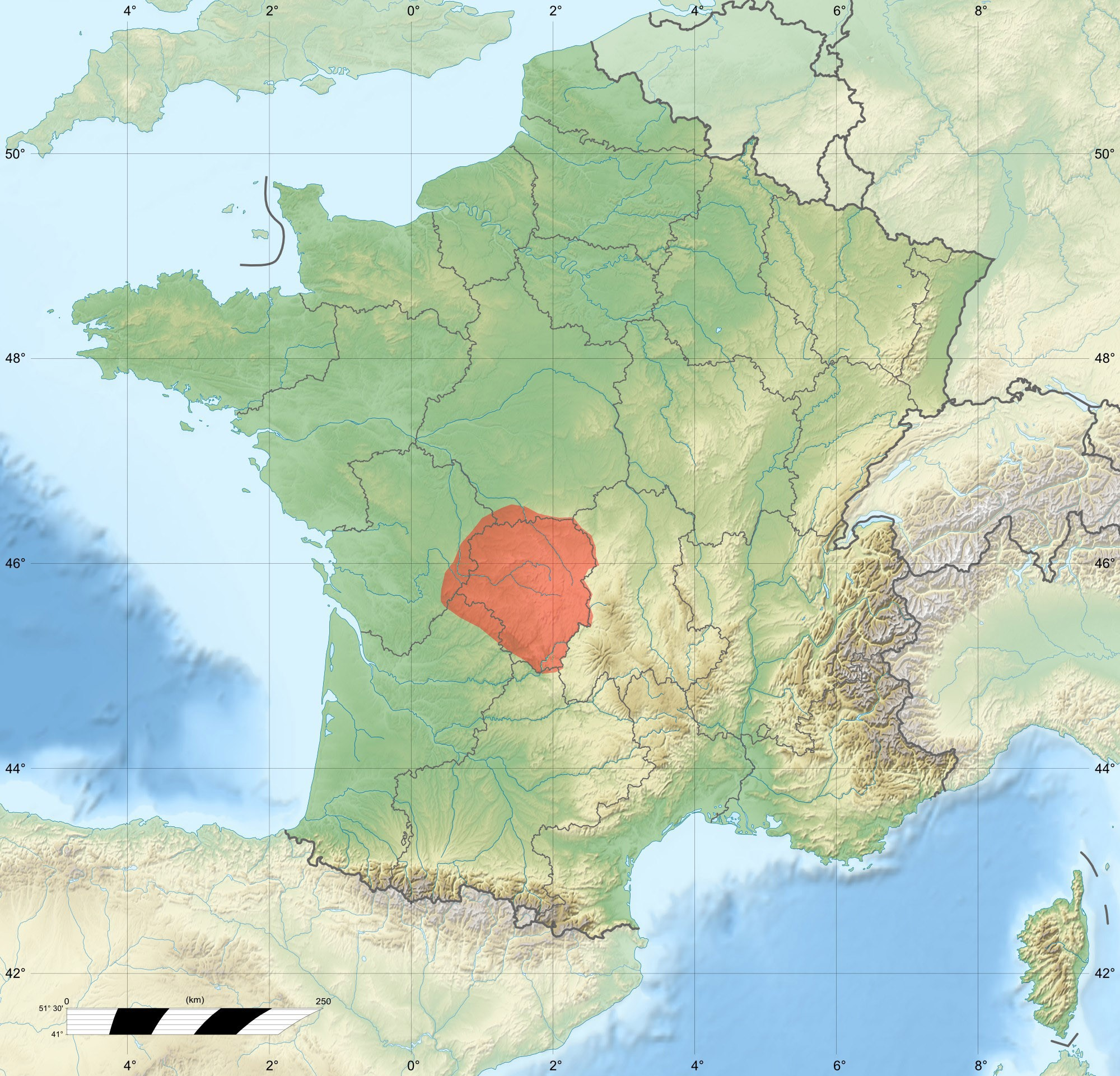
Gebied waarin de Lemovices leefden

De Lemovices (Lemovici) waren een Gallische stam uit Centraal-Europa, die tussen 700 en 400 voor Chr. zich hebben gevestigd in de Limousin en Poitou. Hun hoofdstad was Durotincum (tegenwoordig: Villejoubert). Ten tijde van de Romeinse bezetting was de hoofdstad Augustoritum (tegenwoordig: Limoges). De Lemovices hebben hun naam aan Limoges en de Limousin gegeven.
Andere locaties die met hen in verband worden gebracht: Acitodunum (Ahun), Excingidiacum (Yssandon), and Uxellum (Ussel).
In 52 voor Chr., vochten ongeveer 10.000 Lemovices tegen Julius Caesar tijdens het beleg van Alesia. Hun leider Sedullos stierf daar.
Gallia Cisalpina:
Anares · Beluni · Boii · Carni · Caturiges · Cenomani · Ceutrones · Insubres · Lepontii · Libici · Lingones · Nerusi · Salassi · Segusani · Suetri · Taurini · Vedianti

Gallia Transalpina:
Aedui · Albici · Allobroges · Ambarri · Ambiani · Andecavi · Arecomici · Atrebati · Aulerci Cenomani · Aulerci Diablintes · Aulerci Eburovices · Arverni · Baiocasses · Bellovaci · Bituriges Cubi · Bituriges Vivisci · Cadurci · Caleti · Carnutes · Catalauni · Caturiges · Cavares · Cenomani · Centrones · Cetrones · Commoni · Condrusi · Coriosolitae · Durocasses · Eciates · Eleuteti · Gabali · Garocelli · Geidumni · Grudii · Helvetii · Helvii · Lemovices · Leuci · Levaci · Lexovii · Lingones · Mandubii · Mediomatrici · Medulli · Menapii · Morini · Namnetes · Nantuates · Nerviërs · Nitiobriges · Osismii · Parisii · Petrocorii · Pictones · Pleumoxii · Redones · Remi · Ruteni · Salluviërs · Santones · Segni · Segovellauni · Segusiavi · Senones · Sequani · Silvanectes · Sordones · Suessiones · Tectosages · Tigurini ·  Tougener · Treveri · Tricasses · Tricastini · Turones ·  Veliocasses · Vellavi · Venelli · Veneti · Viducasses · Viromandui · Vocontii · Volcae Arecomici · Volcae Tectosages · Vivisci